# Saint-Germain-traktaten (1919)
 For alternative betydninger, se Saint-Germain-traktaten. (Se også artikler, som begynder med Saint-Germain-traktaten)
Saint-Germain-traktaten fastsatte efter 1. verdenskrig opløsningen af den østrigske del af Østrig-Ungarn og betingelserne for den nye Republik Østrig. Trianon-traktaten fastsatte retningslinjerne for Ungarn.
Den 2. september 1919 fik de østrigske delegerede ved fredsforhandlingerne efter 1. verdenskrig overdraget en fredstraktat, som blev underskrevet den 10. september på slottet Saint-Germain-en-Laye. Traktakten er én af de traktater, som blev underskrevet i Paris' forstæder, hvor fredstraktaten med Tyskland (Versailles-freden) er den mest kendte. Fredstraktakten blev indgået mellem Østrig og 27 allierede og associerede.
I maj 1919 rejste en østrigsk delegation til Saint-Germain-en-Laye, men en direkte deltagelse i forhandlingerne var udelukket. Kun skriftlige indlæg kunne indgives. Det østrigsk-ungarske kejserhus Habsburg og det tyske kejserrige blev udpeget som eneskyldige for krigen.
De vigtigste bestemmelser i den 381 artikler lange fredstraktat var:
- Bøhmen, Mähren og Østrigske Schlesien og nogle kommuner i Niederösterreich tilfaldt den nye stat Tjekkoslovakiet
- Sydtyrol, Welschtyrol og Kanaldalen tilfaldt Italien
- Istrien tilfaldt Italien
- Bukovina tilfaldt Rumænien
- Dele af nedre Steiermark, Mießtal i Kärnten og Jezersko i Slovenien tilfaldt det nye Kongerige af serbere, kroater og slovenere
- Der skulle være en folkeafstemning om sydkärnten skulle høre til Østrig eller Jugoslavien
- Vestungarn tilfaldt Østrig og fik navnet Burgenland
- Anvendelsen af navnet Tysk-Østrig som statsnavn blev forbudt
- Tilslutning til Tyskland blev underkendt
- Republikken Østrig blev forpligtet til at betale krigsskadeerstatning
- Almen værnepligt blev forbudt. Kun en mindre hær på 30.000 mand blev tilladt. Våbenindustrien skulle ødelægges.

Med traktakten blev dannet en reststat på 6,5 mio. indbyggere. Ligesom Østrig blev Ungarn pålagt hårde betingelser og store krigsskadeerstatninger.
Saint-Germain-traktaten trådte formelt i kraft den 16. juli 1920, og opløsningen af det Østrig-ungarske rige var dermed en folkeretlig realitet.